# Ladislav Tikal
Ladislav Tikal (Sobeslav, Checoslovaquia, 25 de mayo de 1905-Praga, 30 de junio de 1980) fue un gimnasta artístico checoslovaco, subcampeón olímpico en Ámsterdam 1928 en el concurso por equipos.

## Carrera deportiva
En las Olimpiadas celebradas en Ámsterdam en 1928, gana plata en el concurso por equipos, tras los suizos y por delante de los yugoslavos, siendo sus compañeros de equipo: Ladislav Vácha, Jan Gajdoš, Jan Koutný, Emanuel Löffler, Bedřich Šupčík, Josef Effenberger y Václav Veselý.